# NGC 7276
NGC 7276 је елиптична галаксија у сазвежђу Гуштер која се налази на NGC листи објеката дубоког неба.
Деклинација објекта је + 36° 5' 17" а ректасцензија 22h 24m 14,3s. Привидна величина (магнитуда) објекта NGC 7276 износи 13,9 а фотографска магнитуда 14,9. NGC 7276 је још познат и под ознакама MCG 6-49-14, CGCG 514-25, NPM1G +35.0459, PGC 68773.